# Mănăstirea Berca
Mănăstirea Berca este un ansamblu de monumente istorice aflat pe teritoriul satului Berca, comuna Berca. În Repertoriul Arheologic Național, monumentul apare cu codul 45110.02.
Din 2004 a fost reorganizată viața monahală, fiind aduse aici mai multe călugărițe de la mănăstirea Rătești.

Ansamblul este format din cinci monumente:
- Biserica „Sf. Arhangheli Mihail și Gavril” (cod LMI BZ-II-m-A-02363.01)
- Ruine case egumenești (cod LMI BZ-II-m-A-02363.02)
- Chilii (ruine) (cod LMI BZ-II-m-A-02363.03)
- Turn clopotniță (ruine) (cod LMI BZ-II-m-A-02363.04)
- Zid de incintă (ruină) (cod LMI BZ-II-m-A-02363.05)

## Galerie

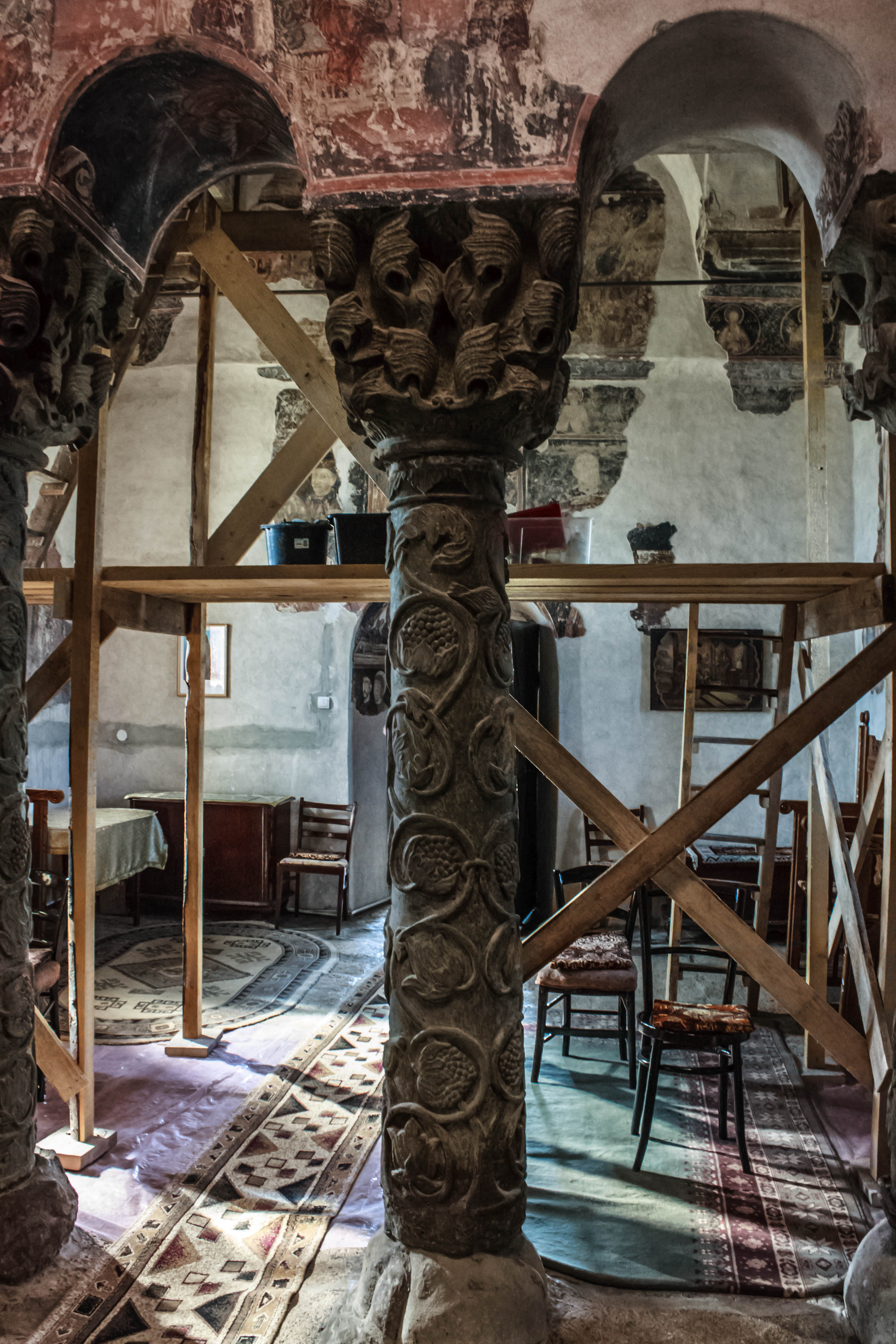
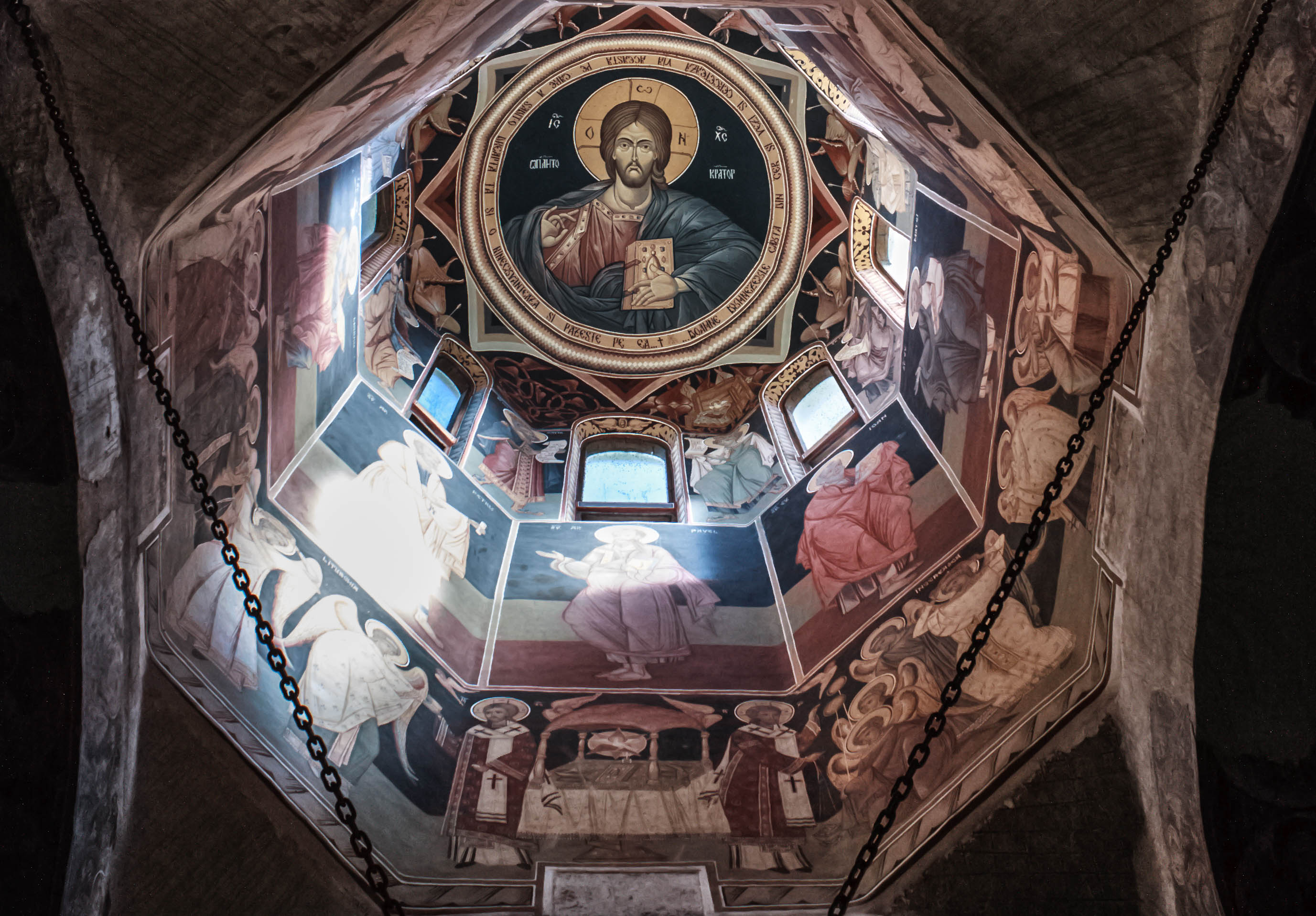
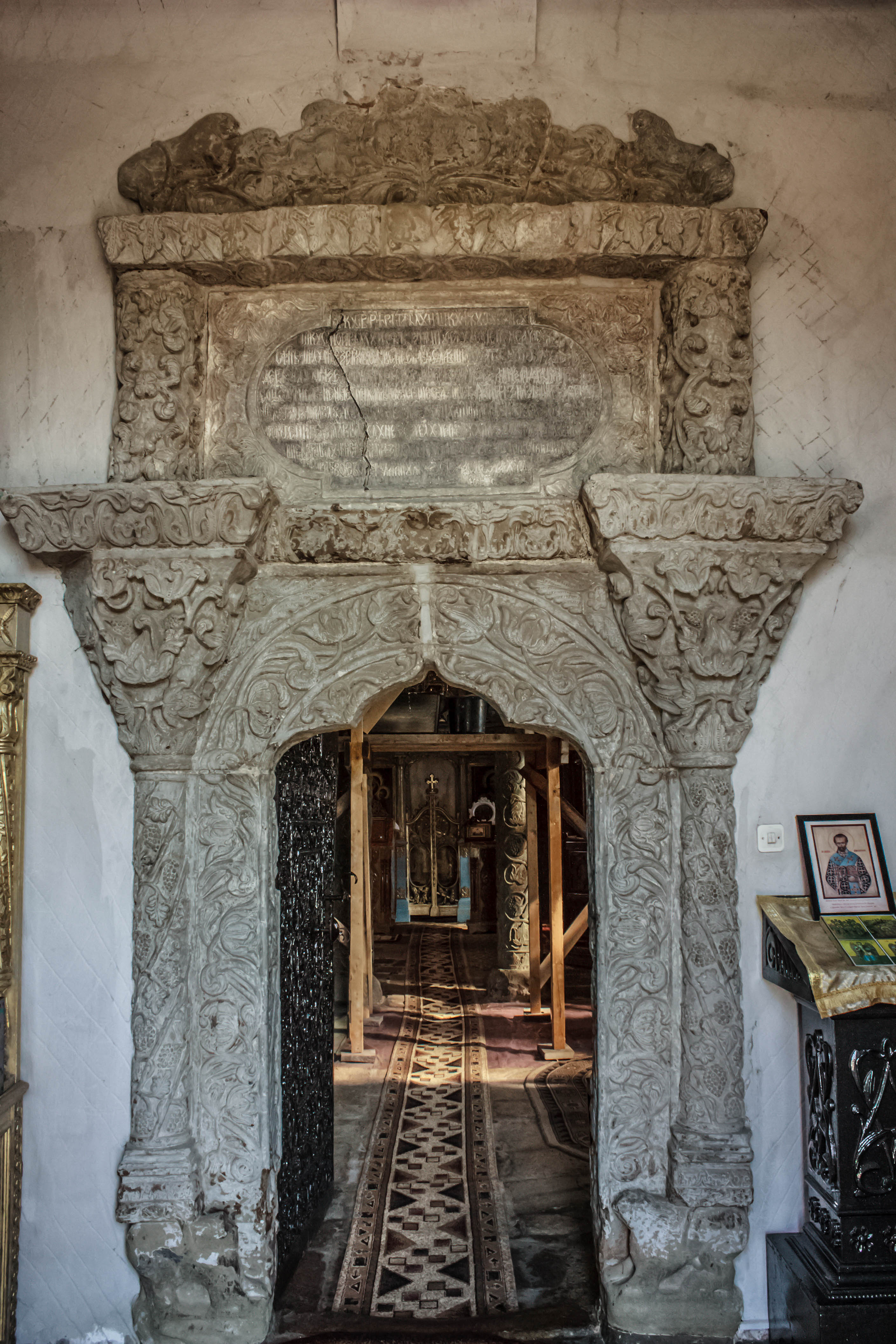
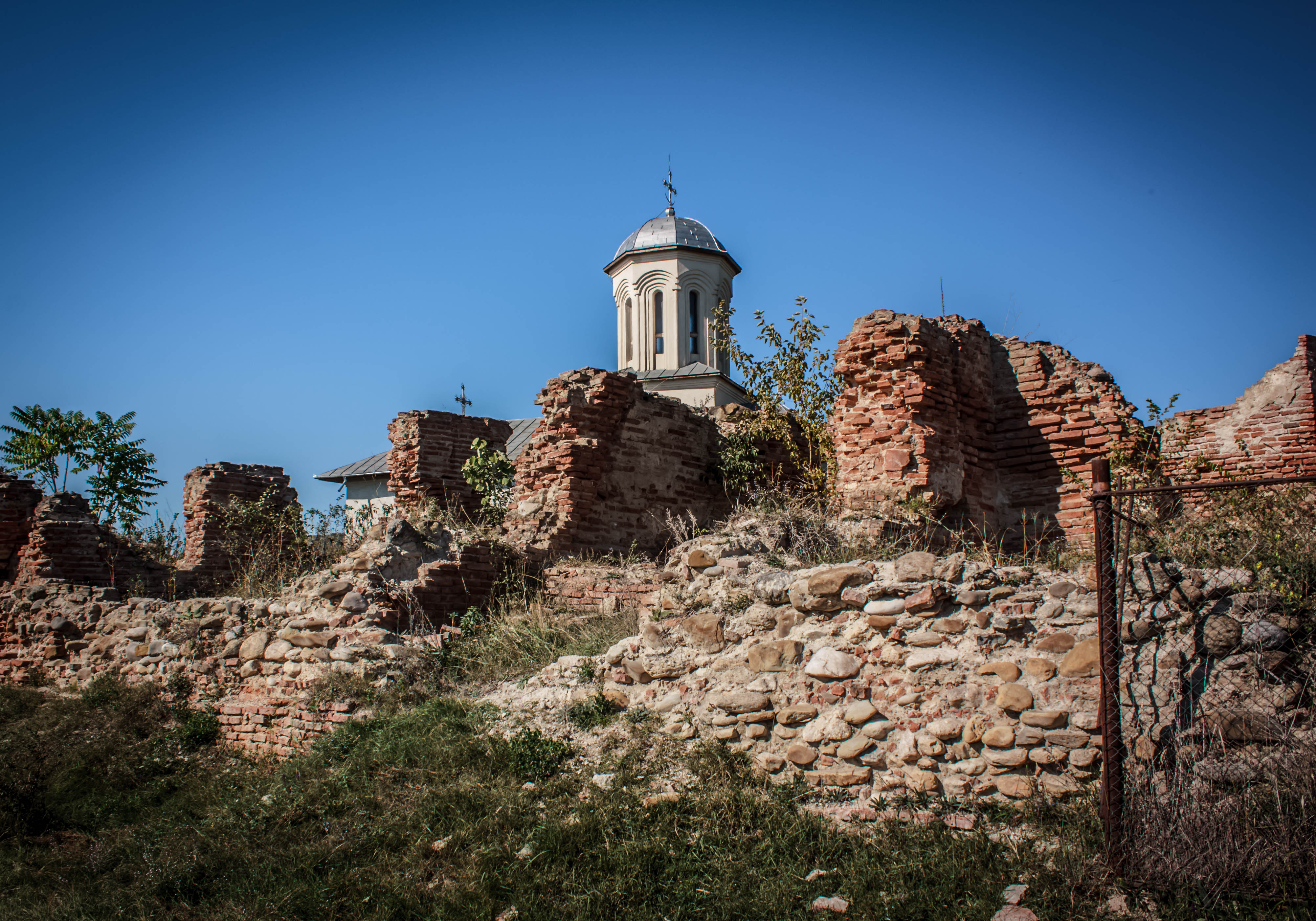
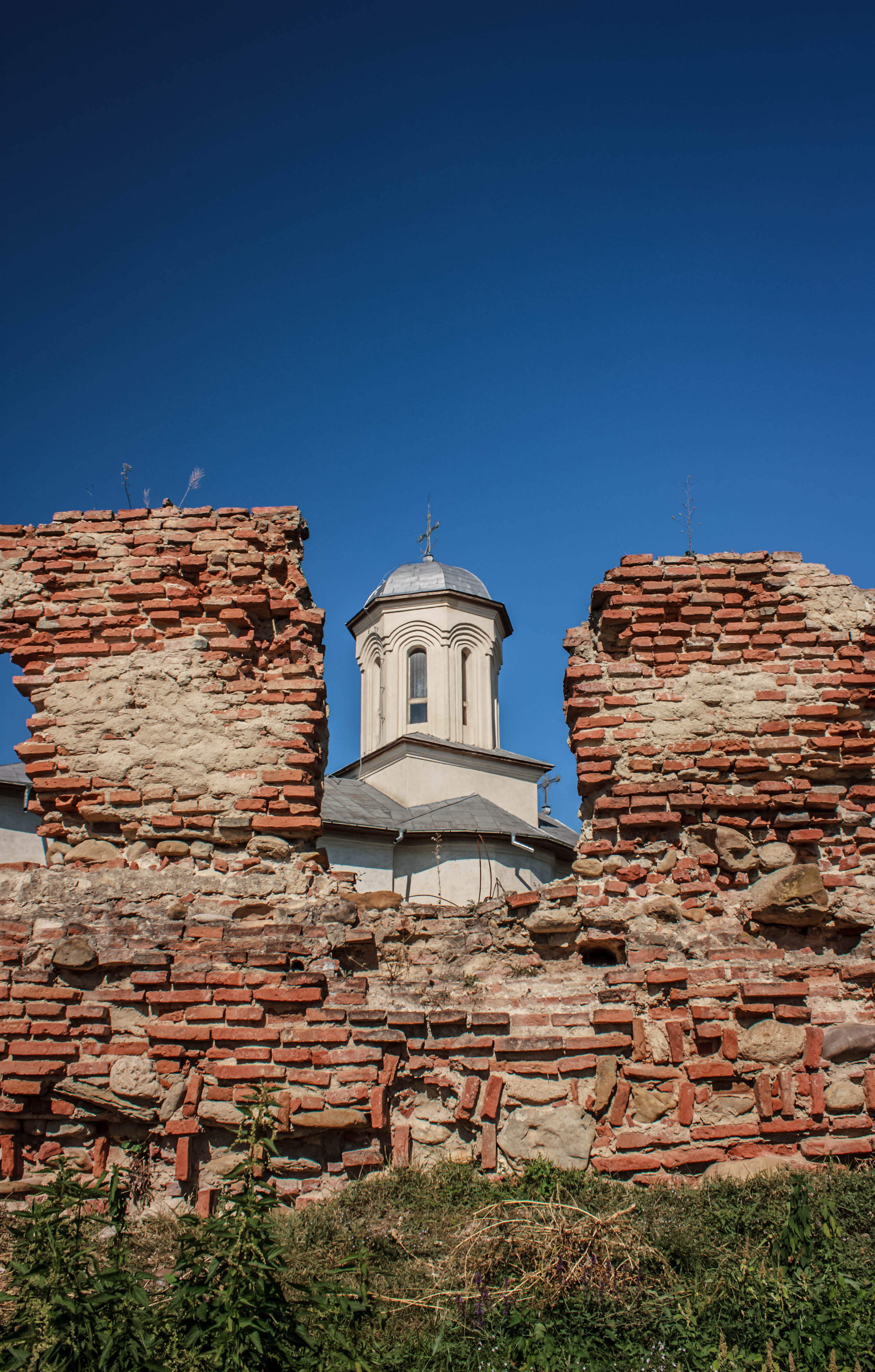
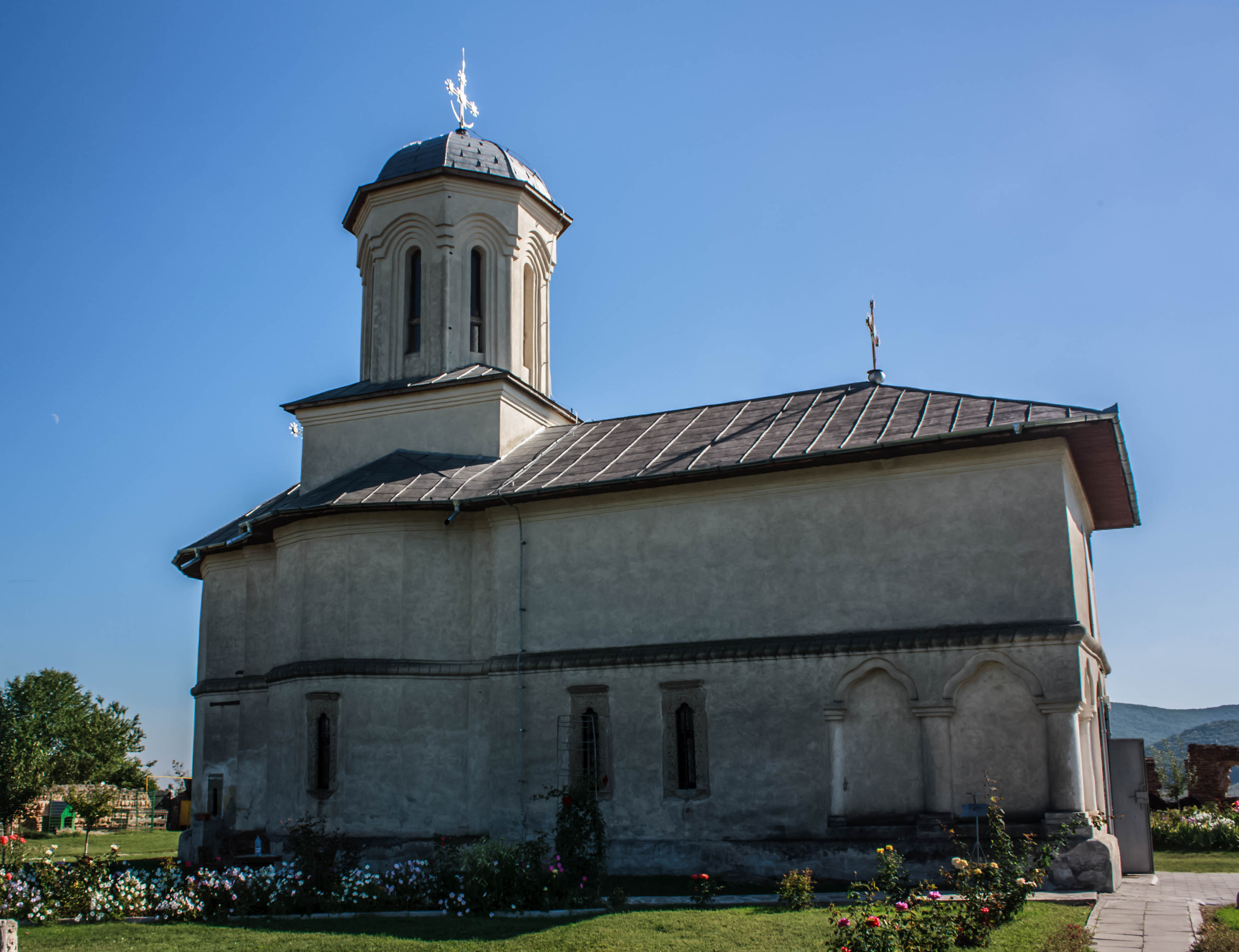
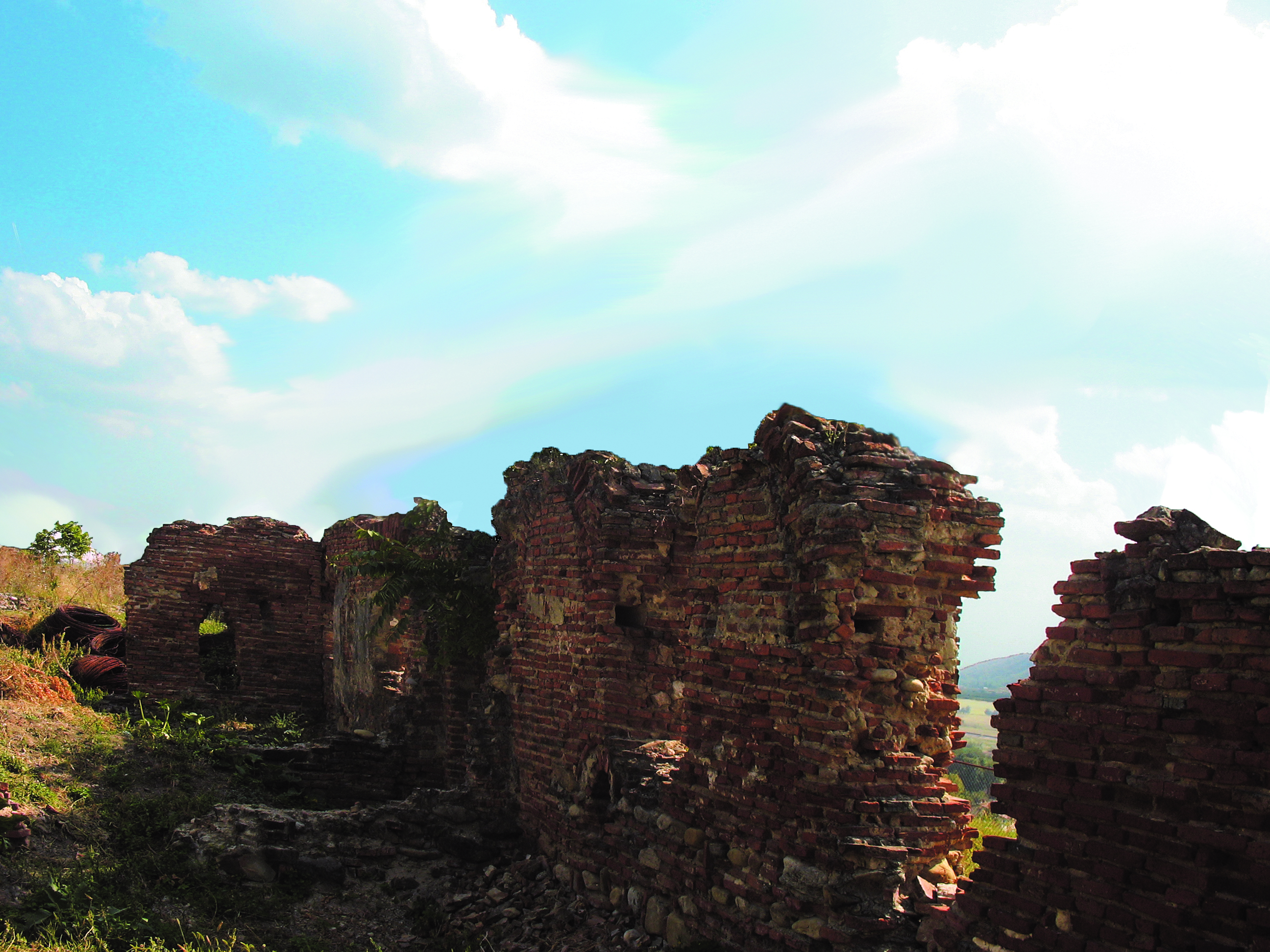
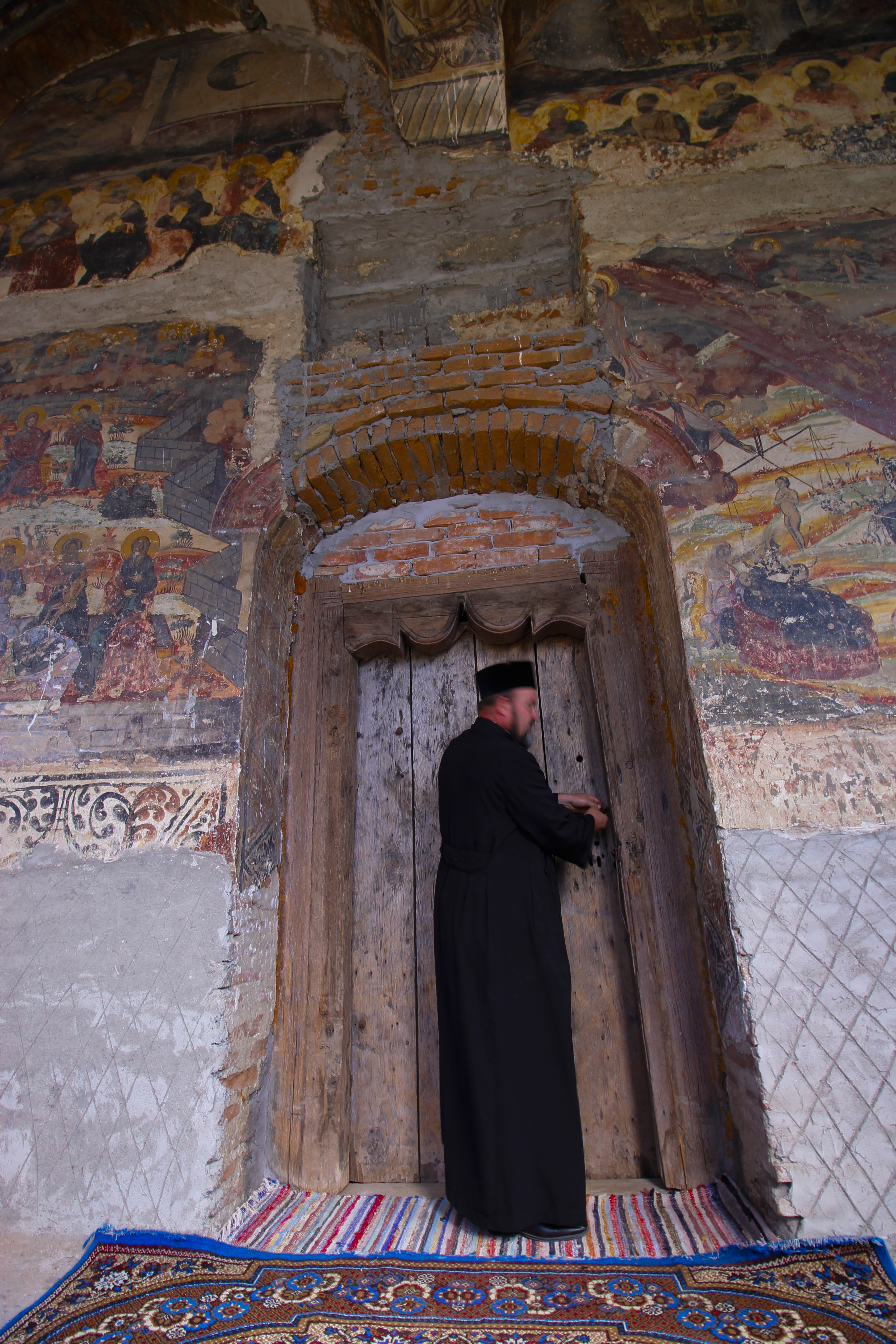